# 楚服
楚服（？—前130年），西汉时期女巫师。
元光五年（前130年），楚服等教陈皇后祭神祈祷，诅咒妇人，想要除去与陈皇后争宠的女人；事情败露，汉武帝指派御史张汤彻查。张汤调查出相互牵联和被处死的有三百多人，楚服在街市被斩首，头颅高悬示众。七月十四日，汉武帝废黜皇后，收回了皇后的印玺，废去尊号，贬入长门宫。